# Broscus costatus
Broscus costatus (лат.) — вид жуков рода Broscus семейства Жужелицы (Carabidae).
Этот вид является эндемиком Бутана. Обитает в Чёрных горах.